# Saint-Julien-près-Bort
Saint-Julien-près-Bort is een plaats en voormalige gemeente in het Franse departement Corrèze (regio Nouvelle-Aquitaine) en telt 407 inwoners (2005). De plaats maakt deel uit van het arrondissement Ussel. Saint-Julien-près-Bort is op 1 januari 2017 gefuseerd met de gemeente Sarroux tot de gemeente Sarroux - Saint Julien. 

## Geografie
De oppervlakte van Saint-Julien-près-Bort bedraagt 31,1 km², de bevolkingsdichtheid is 13,1 inwoners per km².
De onderstaande kaart toont de ligging van Saint-Julien-près-Bort met de belangrijkste infrastructuur en aangrenzende gemeenten.

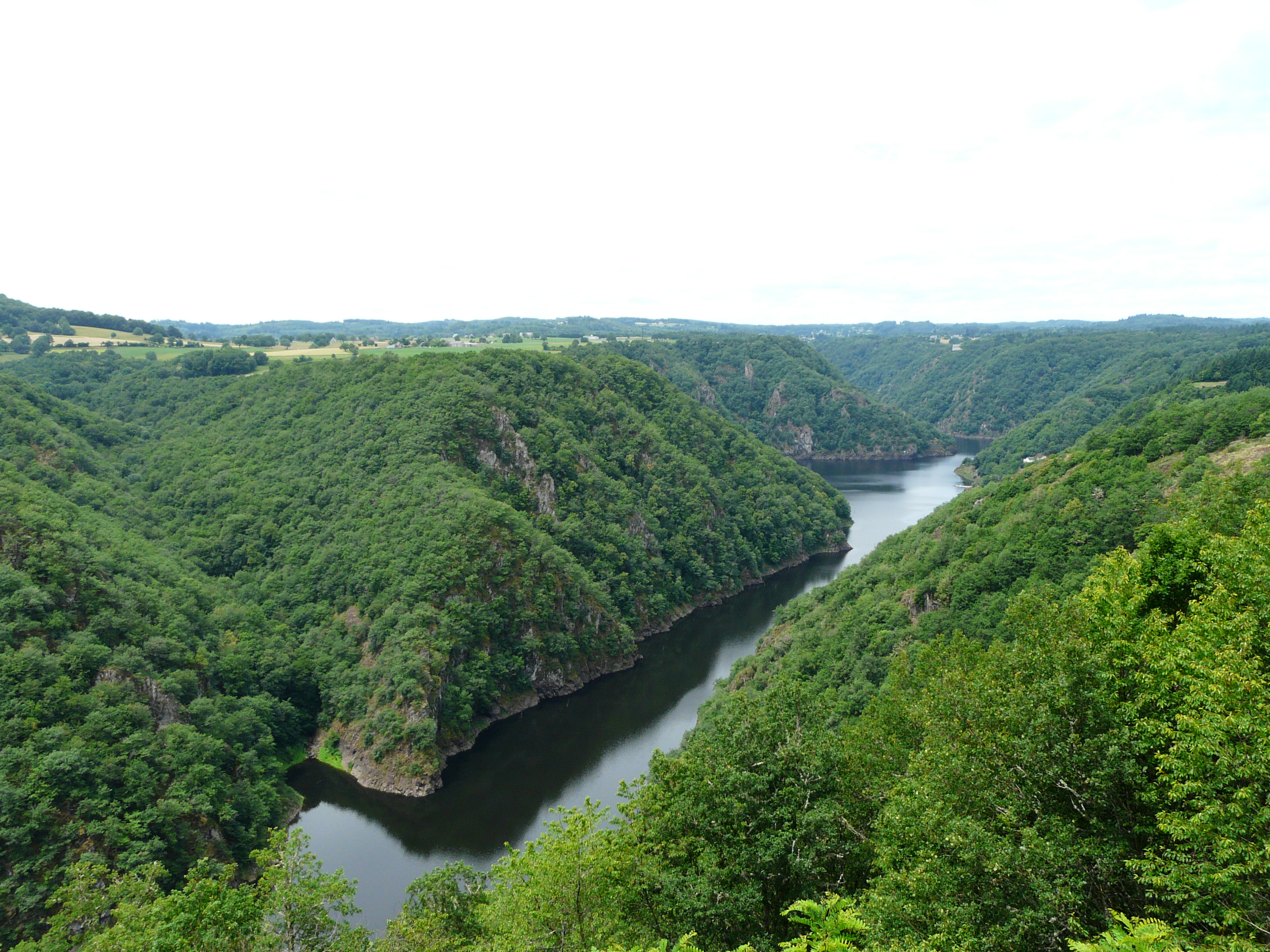
Omgeving van Saint-Julien-près-Bort
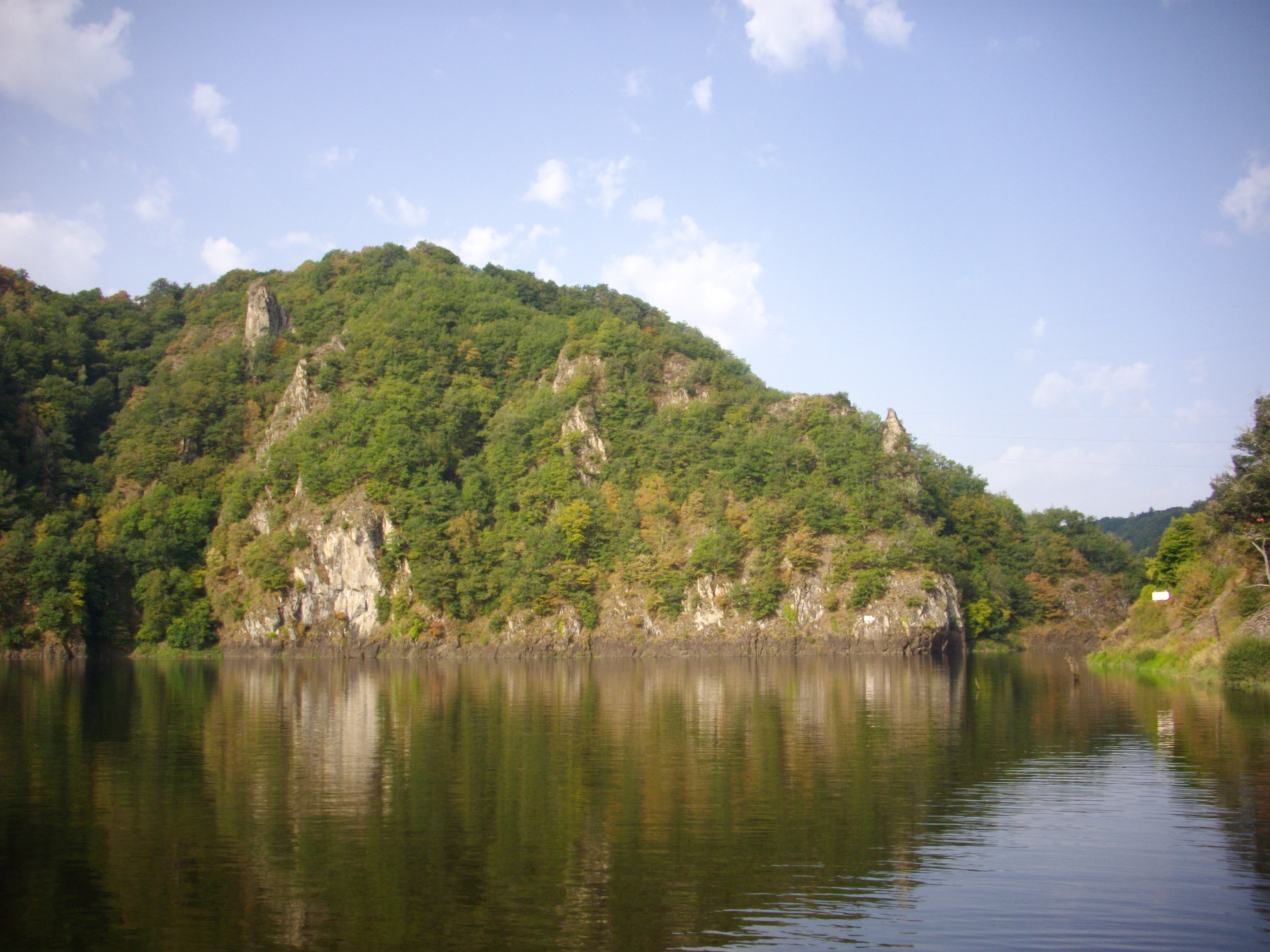
Samenstroming van de Diège en de Dordogne

## Demografie
Onderstaande figuur toont het verloop van het inwonertal (bron: INSEE-tellingen).